# 神酒ノ尊-ミキノミコト-
神酒ノ尊-ミキノミコト-（みきのみこと）は、実在する日本酒銘柄を擬人化させたバンダイナムコエンターテインメントによる自社IPコンテンツ、及び日本酒キャラクタープロジェクト。キャッチフレーズは『推しが飲める！五感で楽しむ日本酒キャラクタープロジェクト』。略称は「みきみこ」。

## 概要
2018年1月22日、同年春よりサービス開始となるスマートフォン向け視聴者参加型ライブストリーミングプラットフォーム『&CAST!!!』にて生配信番組「みきみこちゃんねる」を配信すること等が発表された。
日本酒キャラクター担当声優2 - 4名が出演する生配信が毎週行われている他、静止画主体フルボイスで構成された「物語」の配信、キャストと呼ばれる公式認定された新人声優による個人配信も行われている。
展開としては番組配信のほか各地でのイベント参加、アパレルブランド・飲食店・ホテルとのコラボレーションなどがある。
また、一部の参加酒造から銘柄キャラクターラベル酒が販売されている。
「みきみこちゃんねる」では神酒ノ尊に参加している酒造の日本酒が出演者に振る舞われており、個人配信でも参加酒造の酒を飲みながらの進行が多い。
石川界人が自身のラジオ番組でスポンサーを軽視する不適切な発言を行っていたため、2020年1月21日付けで越乃寒梅役の声優交代が発表された。YouTubeにて公開されていた、キャラクター8人の担当声優によるテーマソングアニメーション『春夏秋冬、宵の宴』も、2月12日に越乃寒梅役歌唱部分を差し替えたものが公開されている。

## 世界観・あらすじ
物語のおもな舞台は、幻有界（げんゆうかい）にある八宵町（やよいまち）。かみさまをはじめ森羅万象が訪れ毎夜賑わう大繁華街である。そんな八宵町の片隅に新しくできた酒処「松宵庵」で店番を務める清酒皇子（せいしゅのみこ）達が、様々な出会いの中で仲間とともに成長し「本当のおもてなし」とは何かを学んでゆく。

## 登場人物
松尾様（まつのおさま）
清酒皇子と松八宵を生み出し、松宵庵を作ったおさけのかみさま。

### 清酒皇子（せいしゅのみこ）
松尾様（まつのおさま）に生み出された、日本酒の銘柄を冠する皇子達。
越乃寒梅（こしのかんばい）
声 - 石川界人 → 高橋広樹（2020年1月より)
酒造：石本酒造株式会社（新潟県） / 出身：“よ”の町 / 誕生日：11月16日 / 身長：178cm / 趣味：料理 / おすすめの品：冷奴、鮎の塩焼き
根は素直な俺様リーダー。
玉乃光（たまのひかり）
声 - 新井良平
酒造：玉乃光酒造株式会社（京都府） / 出身：“の”の町 / 誕生日：11月10日 / 身長：168cm / 趣味：箏 / おすすめの品：新鮮魚介のお造り
素直になれない名家のお坊ちゃん。
澤乃井（さわのい）
声 - 松風雅也
酒造：小澤酒造株式会社（東京都） / 出身：“わ”の町 / 誕生日：12月11日 / 身長：176cm / 趣味：アウトドア（特に水遊び、渓流釣り） / おすすめの品：酒まんじゅう、唐揚げ
義理人情に溢れたワンコ系ムードメーカー 。
金亀（きんかめ）
声 - 竹本英史
酒造：株式会社岡村本家（滋賀県） / 出身：“ゐ”の町 / 誕生日：不明 / 身長：183cm / 趣味：コミュニケーションをとること / おすすめの品：キンキの煮付け
女性に目がないオジサマ紳士。
れいざん
声 - 阿座上洋平
酒造：山村酒造合名会社（熊本県） / 出身：“ゑ”の町 / 誕生日：不明 / 身長：189cm / 趣味：家庭菜園 / おすすめの品：冷やしトマト
清く正しい肥後もっこす。
出羽桜（でわざくら）
声 - 三浦祥朗
酒造：出羽桜酒造株式会社（山形県） / 出身：“へ”の町 / 誕生日：不明 / 身長：174cm / 趣味：花見 / おすすめの品：鮪のカルパッチョ
計算高い腹黒インテリメガネ。
國稀（くにまれ）
声 - 高城元気
酒造：國稀酒造株式会社（北海道） / 出身：“い”の町 / 誕生日：9月2日 / 身長：177cm / 趣味：漁 / おすすめの品：ホタテのマリネ、ニシン焼き
雪国育ちの癒し系シャイボーイ。
獺祭（だっさい）
声 - 猪股慧士
酒造：旭酒造株式会社（山口県） / 出身：“て”の町 / 誕生日：不明 / 身長：171cm / 趣味：剣術（鍛錬） / おすすめの品：鰹のたたき
合理主義の一匹狼。
越乃景虎（こしのかげとら）
声 - 赤羽根健治
酒造：諸橋酒造株式会社（新潟県） / 出身：“よ”の町 / 誕生日：不明 / 身長：184cm / 趣味：修行 / おすすめの品：きゅうりの梅和え
心根の優しい寡黙な半鬼。
想天坊（そうてんぼう）
声 - 村田太志
酒造：河中酒造株式会社（新潟県） / 出身：“よ”の町 / 誕生日：5月1日 / 身長：191cm / 趣味：空を飛ぶこと / おすすめの品：山菜とろろごはん
明るくおおらかな太陽系男子。
花の井（はなのい）
声 - 山口勝平
酒造：株式会社西岡本店（茨城県） / 出身：“ち”の町 / 誕生日：不明 / 身長：170cm（+靴底5cm） / 趣味：美容研究 / おすすめの品：栗蒸し羊羹
年齢不詳の美魔女（？）皇子。
国士無双（こくしむそう）
声 - 濱野大輝
酒造：高砂酒造株式会社（北海道） / 出身：“い”の町 / 誕生日：不明 / 身長：190cm / 趣味：野を駆けまわること / おすすめの品：高級和牛に岩塩を添えて
理想を追い続けるウルフボーイ。
桂川（かつらがわ）
声 - 織田優成
酒造：柳澤酒造株式会社（群馬県） / 出身：“ぬ”の町 / 誕生日：不明 / 身長：175cm / 趣味：変なものを見つけること / おすすめの品：味噌田楽
一攫千金の浪漫を探し求める冒険家。
高清水（たかしみず）
声 - 荒井聡太
酒造：秋田酒類製造株式会社（秋田県） / 出身：“ほ”の町 / 誕生日：8月1日 / 身長：182cm / 趣味：人助け / おすすめの品：いぶりがっこ
ギャップに溢れる大型犬兄貴。
村祐（むらゆう）
声 - 阪口大助
酒造：村祐酒造株式会社（新潟県） / 出身：“よ”の町 / 誕生日：3月10日 / 身長：161cm / 趣味：機械いじり / おすすめの品：笹団子
あざと可愛いみんなの弟。
浦霞（うらかすみ）
声 - 粕谷雄太
酒造：株式会社佐浦（宮城県） / 出身：“に”の町 / 誕生日：不明 / 身長：174cm / 趣味：チェス / おすすめの品：揚げかまぼこ
多くは語らない博学の静観者。
雁木（がんぎ）
声 - 川原慶久
酒造：八百新酒造株式会社（山口県） / 出身：“て”の町 / 誕生日：1月23日 / 身長：178cm / 趣味：実験 / おすすめの品：レンコンの天婦羅
頭脳明晰でウィットに富んだ発明家。
櫻正宗（さくらまさむね）
声 - 野島健児
酒造：櫻正宗株式会社（兵庫県） / 出身：“く”の町 / 誕生日：7月19日 / 身長：176cm（+靴底8cm） / 趣味：芸磨き / おすすめの品：神戸牛のしぐれ煮
華やか系こざっぱりお兄ちゃん。
一ノ蔵（いちのくら）
声 - 岩澤俊樹
酒造：株式会社 一ノ蔵（宮城県） / 出身：“に”の町 / 誕生日：1月22日 / 身長：173cm / 趣味：崩し将棋 / おすすめの品：酒粕からし漬け大根
マイペースな不思議系皇子。
豊祝（ほうしゅく）
声 - 岡本寛志
酒造：株式会社豊澤本店（京都府） / 出身：“の”の町 / 誕生日：9月10日 / 身長：170cm / 趣味：人を喜ばせること / おすすめの品：おせきもち
真面目で頑張り屋な三男坊。
司牡丹（つかさぼたん）
声 - 小野大輔
酒造：司牡丹酒造株式会社（高知県） / 出身：“ゆ”の町 / 誕生日：11月15日 / 身長：187cm / 趣味：料理 / おすすめの品：土佐赤牛のローストビーフ
料理と伝統を愛する“いごっそう”
東の麓（あずまのふもと）
声 - 鈴木裕斗
酒造：東の麓酒造有限会社（山形県） / 出身：“”の町 / 誕生日：不明 / 身長：174cm（+靴底4cm） / 趣味：お裁縫 / おすすめの品：薄皮丸ナスの漬物
裁縫上手なはにかみ屋。
九頭龍（くずりゅう）
声 - 大河元気
酒造：黒龍酒造株式会社（福井県） / 出身：“そ”の町 / 誕生日：10月26日 / 身長：177cm / 趣味：竪琴 / おすすめの品：セイコガニ（茹で）
お燗と竪琴を愛する音楽家。
明鏡止水（めいきょうしすい）
声 - 千葉一伸
酒造：大澤酒造株式会社（長野県） / 出身：“ね”の町 / 誕生日：7月19日 / 身長：181cm / 趣味：瞑想 / おすすめの品：信州そば
相手を映す鏡のような皇子。
京都五山の四季（きょうとござんのしき）
声 - 長井新
酒造：鶴正酒造 株式会社（京都府） / 出身：“の”の町 / 誕生日：不明 / 身長：180cm / 趣味：歌うこと / おすすめの品：季節の創作料理
我が道を行く歌好きの末っ子。
慶長（けいちょう）
声 - 福島潤
酒造：平和酒造 合資会社（京都府） / 出身：“の”の町 / 誕生日：10月5日 / 身長：169cm / 趣味：人を笑顔にすること / おすすめの品：卵料理（特に卵かけご飯）
愛嬌抜群で軟派な次男坊。
神聖（しんせい）
声 - 加藤雅人
酒造：株式会社 山本本家（京都府） / 出身：“の”の町 / 誕生日：不明 / 身長：172cm / 趣味：和歌集を読むこと / おすすめの品：焼き鳥
面倒事が嫌いな食わせ者の長男。
陸奥八仙（むつはっせん）
声 - 高添達哉
酒造：八戸酒造株式会社（青森県） / 出身：“ろ”の町 / 誕生日：不明 / 身長：161cm / 趣味：植物を愛でること / おすすめの品：塩辛
茶目っ気あふれる才賢。
月山（がっさん）
声 - 成瀬誠
酒造：吉田酒造株式会社（島根県） / 出身：“ふ”の町 / 誕生日：7月27日 / 身長：180cm / 趣味：天気予報 / おすすめの品：スモークナッツ
目指すは頂点！爽やか快男子。
正雪（しょうせつ）
声 - 今ひろゆき
酒造：株式会社 神沢川酒造場（静岡県） / 出身：“ら”の町 / 誕生日：10月１日 / 身長：177cm / 趣味：本屋巡り / おすすめの品：生桜エビの刺身
温和怜悧な愛書家。
庭のうぐいす（にわのうぐいす）
声 - 酒井広大
酒造：合名会社 山口酒造場（福岡県） / 出身：“め”の町 / 誕生日：2月8日 / 身長：168cm / 趣味：踊ること / おすすめの品：にぎり寿司
勝気ではつらつ！好学の皇子。
瀧自慢（たきじまん）
声 - 生井沢優太
酒造：瀧自慢酒造株式会社（三重県） / 出身：“う”の町 / 誕生日：8月7日 / 身長：164cm / 趣味：つり / おすすめの品：かたやき
神出鬼没な忍び系男子。
【九尾】（きゅうび）
声 - 野辺シュウ
酒造：天鷹酒造株式会社（栃木県） / 出身：“り”の町 / 誕生日：4月13日 / 身長：169cm / 趣味：誰かに変化すること / おすすめの品：チーズ
ミステリアスな“変化自在”の皇子。
南郷（なんごう）
声 - 楠賢将
酒造：株式会社 矢澤酒造店（福島県） / 出身：“と”の町 / 誕生日：7月5日 / 身長：182cm / 趣味：アンティーク小物探し / おすすめの品：イカ人参、麻婆豆腐
上品な心優しき参謀役。
元帥（げんすい）
声 - 天ヶ瀬カズマ
酒造：元帥酒造株式会社（鳥取県） / 出身：“け”の町 / 誕生日：6月26日 / 身長：185cm / 趣味：温泉に入ること / おすすめの品：岩牡蠣
魅惑のロマンスグレー。
岩の井（いわのい）
声 - 前田将吾
酒造：岩瀬酒造株式会社（千葉県） / 出身：“を”の町 / 誕生日：9月30日 / 身長：181cm / 趣味：海の秘宝を探すこと/ おすすめの品：アジのなめろう
未知を探求する船乗り。
千代むすび（ちよむすび）
声 - 平畑栄樹
酒造：千代むすび酒造株式会社（鳥取県） / 出身：“け”の町 / 誕生日：8月8日 / 身長：175cm / 趣味：海を眺めること / おすすめの品：松葉ガニのしゃぶしゃぶ
あやかしとも縁を結ぶ不思議な青年。

### かみさま
客として松宵庵を訪れたり清酒皇子達と関わるかみさま。担当声優のあるキャラクターのみ記載
かまどの神（かまどのかみ）、思金神（おもいかね）
声 - 荒堀公哉
貧乏神（びんぼうがみ）
声 - 影山優亜
福の神（ふくのかみ）
声 - 木村真悠
風神（ふうじん）
声 - 高添達哉
雷神（らいじん）
声 - 加藤雅人
水神（すいじん）
声 - 小島権徳

### あやかし
客として松宵庵を訪れたり清酒皇子達と関わるあやかし。※CVのあるキャラクターのみ記載
雷獣（らいじゅう）
声 - 今ひろゆき

### 松八宵（まつのやよい）
清酒皇子を手伝う式頭で松尾様により生み出された。徳を積むことにより清酒皇子へ生まれ変わると云われている。
担当声優は公式キャストが務め、イベント参加や個人配信を行っているほか公式配信『みきみこちゃんねる』に手伝いとして出演することもある。
卒業メンバーを除き全員が清酒皇子へと生まれ変わったため、2021年7月31日の「松八宵公式配信」をもって活動を終了している。
松八宵 - 赤
声 - 樋口拓馬（一代目：荒堀公哉）
性格：熱血 / おすすめの一品：馬刺し
松八宵 - 青
声 - 生井沢優太（一代目：小島権徳）
性格：クール / おすすめの一品：エイヒレ
松八宵 - 黄
声 - 今ひろゆき
性格：まったり / おすすめの一品：サバの水煮
松八宵 - 緑
声 - 長井新
性格：朗らか / おすすめの一品：いぶりがっこクリームチーズ巻き
松八宵 - 白
声 - 原田将司
性格：不思議ちゃん / おすすめの一品：茄子の揚げ浸し
松八宵 - 桃
声 - 北條悠煌（一代目：ユワ）
性格：人懐っこい / おすすめの一品：山芋のいくら醤油かけ
松八宵 - 橙
声 - 高添達哉
性格：やんちゃ / おすすめの一品：冷奴
松八宵 - 黒
声 - 加藤雅人
性格：大人っぽい / おすすめの一品：ししゃも
松八宵 - 空
声 - 平畑栄樹
性格：純粋 / おすすめの一品：たこわさ
松八宵 - 紫
声 - 野辺シュウ
性格：引っ込み思案だが友達思い / おすすめの一品：あん肝
松八宵 - 鶯
声 - 楠賢将
性格：生真面目 / おすすめの一品：塩漬けキュウリ
松八宵 - 栗
声 - 天ヶ瀬カズマ
性格：世話焼き / おすすめの一品：ばっけ味噌
松八宵 - 錫
声 - 桜樹舞都
性格：ノリがいい / おすすめの一品：チーズ
松八宵 - 藍
声 - 前田将吾
性格：ゆるふわ / おすすめの一品：お蕎麦